# Tipnus
Tipnus — род жесткокрылых насекомых семейства притворяшек.

## Описание
Бёдра лишь слабо и постепенно расширены к вершинам. Переднеспинка расширена от вершины к началу основной перетяжки, со сплошной срединной бороздкой. Тело без золотистых волосков.

## Систематика
В составе рода:
- Tipnus unicolor (Piller et Mitterpacher, 1783)